# Belvilla
Belvilla is een bedrijf dat verblijf aanbiedt in huizen in Europa. Veelal zijn dit huizen van particulieren die hun huis enige tijd niet nodig hebben. Het oorspronkelijk Nederlands bedrijf is gevestigd in Gurgaon, India.

## Geschiedenis
De geschiedenis van de organisatie gaat terug tot 1986, het jaar waarin het van oorsprong Nederlandse bedrijf werd opgericht door Dries Veen en Dick Hakkenbroek. Vanaf 1999 tot en met 2005 had Thomas Cook Nederland een belang van 80% in de organisatie, de overige 20% was in handen van Europeesche Verzekeringen. Thomas Cook stootte Belvilla af omdat de activiteiten van Belvilla niet pasten binnen de strategische focus als allround touroperator. Belvilla werd daarop een eigen bedrijf onder de naam Leisure Invest Belvilla.
In 2007 ontstond uit een fusie tussen Belvilla en EuroRelais het bedrijf Belvilla-Euro Relais. Belvilla is vanaf 2007 tot 2019 onderdeel geweest van de @Leisure Group, die in meerderheid bij de Duitse uitgeverij Axel Springer SE hoorde. Sinds 2019 is Belvilla onderdeel van Oyo Rooms, een hotelketen uit India, die @Leisure voor een prijs van €369,5 miljoen heeft gekocht. Het bedrijf heeft zijn hoofdkantoor in Gurgaon, India en als oprichtingsdatum wordt 22 juni 2018 gegeven.

## Kritiek
In 2017 legde de Autoriteit Consument en Markt (ACM) Belvilla een boete op van 325.000 euro wegens overtreding van de Wet oneerlijke handelspraktijken in de periode 4 mei 2017 tot en met 1 juni 2017. Volgens het boetebesluit was het niet mogelijk een vakantiehuis te boeken voor de op www.belvilla.nl vermelde vanaf-prijs, en misleidde de onderneming haar klanten door onvermijdbare variabele kosten niet op de juiste manier bij de prijs te vermelden.